# Thomas Moore (botaniker)
Thomas Moore, född 21 maj 1821, död 1 januari 1887, var en brittisk botaniker och trädgårdsmästare.
Auktorsnamnet T.Moore kan användas för Thomas Moore (botaniker) i samband med ett vetenskapligt namn inom botaniken; se Wikipediaartiklar som länkar till auktorsnamnet.

## Biografi
- 1841 – 1881 Först medarbetare i Gardeners Chronicle, ingick senare i redaktionen.
- 1848 – 1887 Tillsynsman vid   Chelsea botanic garden.
- Skribent i många trädgårdstidskrifter.

## Publikationer
- 1851 A popular history of the British ferns and the allied plants, comprising the club-mosses, pepperworts, and horsetails. 366 sidor, 20 färglitografier
- 1855 – 1856 The ferns of Great Britain and Ireland. 17 månadshäften, 51 färgbilder
- 1857 – 1862 Index filicum: a synopsis, with characters, of the genera, and an enumeration of the species of ferns, with synonyms, references &c, &c. 20 delar 558 sidor, 84 litografier
- 1859 Britsh ferns: being figures and descriptions of the species and varieties of ferns found in the United Kingdom. 270 sidor i 2 band, 51 handkolorerade bilder
- 1861 Britsh ferns and their allies: an abridgment of the "Popular history of British ferns" and comprising the ferns, club-mosses, pepperworts, & horsetails. 319 sidor och 24 färgbilder I 2 band
- 1862 The field botanist's companion; comprising a familiar account, in four seasons, of the most common of the wild flowering plants of the British Isles. 451 sidor med 24 bilder
- 1867 British wild flowers. Familiarly described in the four seasons. For the use of beginners and amateurs. A new edition of "The field botanist's Companion". 451 sidor, 24 färglitografier

### Tillsammans med andra
- 1850 – 1851 The Gardener's Magazine of Botany. Utgivare av häftena 1 – 3
- 1852 Garden Companion and Florist's Guide. Biträdande utgivare av häftena Januari – oktober
- 1862 – 1884 The Florist and Pomologist. Biträdande utgivare
- 1872 The Clematis as a garden flower; being descriptions of the hardy species and varieties of Clematis or Virgin's Bower, with select and classified lists, direction for cultivation, and suggestions as to the purposes for which they are adapted in modern gardening. Medförfattare George Jackman
- 1882 – 1897 The orchid album, comprising colored figures and descriptions of new, rare, and beautiful orchidaceous plants. 528 färgbilder tecknade av John Nugent Fitch och 94 sidor text i 11 häften

## Källa
Biodiversity Heritage Library (BHL). sidorna 571, 572 